# Мярка на Хаар
Мярката на Хаар е математическа мярка, характеризираща локално компактните топологични групи.
За всяка локално компактна група {\displaystyle G} съществува ненулева борелева мярка {\displaystyle \lambda }, инвариантна спрямо транслация наляво - за всяка борелева сигма-алгебра {\displaystyle B} на {\displaystyle G} и за всяко {\displaystyle g\in G} съществува  {\displaystyle \lambda (gB)=\lambda (B)}. Мярката на Льобег е частен случай на мярката на Хаар за евклидовите пространства {\displaystyle \mathbb {R} ^{n}}. Мярката на Хаар се използва в различни области на математическия анализ, теорията на числата, теорията на групите, статистиката и теорията на вероятностите.
Мярката на Хаар е създадена от унгарския математик Алфред Хаар през 1933 година, макар че частният случай за групи на Ли е въведен от германеца Адолф Хурвиц още през 1897 година под името „инвариантен интеграл“.